# 무카와정 (구)
무카와정(일본어: 鵡川町)은 일본 홋카이도 남부의 이부리 지청 관내 유후쓰군에 있던 정이다.

## 지리
이부리 지청 관내 동부, 1급 하천인 무강(鵡川)의 하류지역을 차지한다. 
정의 범위는 동경 141도 52분 50초 - 142도 08분 31초, 북위 42도 31분 31초 - 42도 39분 08초였다, 

## 역사
- 1915년 - 2급정촌제 시행으로, 무카와촌이 되었다.
- 1953년 - 정으로 승격해 무카와정이 되었다.
- 2004년 5월 6일 - 무가와초-호베쓰초 법정합병협의회가 설치됨.
- 2005년 3월 23일 - 합병 협정서에 서명.
- 2005년 3월 30일 - 홋카이도 지사에게 폐치분합 신청서 제출.
- 2005년 3월 31일 - 합병 협의완료에 따라 협의회를 해산되었다.
- 2005년 7월 1일 - 홋카이도 의회에서 무카와정과 호베쓰정의 폐치분합(합체)에 관한 안건이 통과되었다.

## 교통

### 철도
- 홋카이도 여객철도 히다카 본선

### 도로
- 히다카 자동차도
- 국도 235호선